# Neuchâtel Université Club Volleyball
NUC Volleyball est un club suisse de volley-ball fondé en 1961 et basé à Neuchâtel. Il évolue pour la saison 2021-2022 en Ligue Nationale A féminine.

## Historique
Le club Neuchâtel-Sports a été fondé en 1961. Il fusionne en 1989 avec le club de l’Université et prend son nom Neuchâtel Université Club Volleyball.
Lors de la saison 2023-2024, le club s'incline (3-0 ; 3-1) en finale de la Coupe de la CEV face au club italien de Chieri '76.

## Palmarès
| Compétitions nationales | Compétitions internationales            |
| - Championnat de Suisse (5) : - Champion : 2019, 2021, 2022, 2023, 2024. - Vice-champion : 2011, 2012. - Coupe de Suisse (3) : - Vainqueur : 2019, 2023, 2024. - Finaliste : 1980, 2010, 2011, 2014, 2018, 2021. - Supercoupe de Suisse (6) : - Vainqueur : 2018, 2019, 2021, 2022, 2023, 2024. - Finaliste : 2010, 2011, 2020. | - Coupe de la CEV : - Finaliste : 2024. |

## Joueuses et personnalités du club

### Effectif actuel (2024-2025)
| No                                                                                     | Nom                                                                                    | Date de naissance                                                                      | Taille | Poids | Poste                        | Club précédent               | Au club depuis |
| -------------------------------------------------------------------------------------- | -------------------------------------------------------------------------------------- | -------------------------------------------------------------------------------------- | ------ | ----- | ---------------------------- | ---------------------------- | -------------- |
| 4                                                                                      | Sara Milz                                                                              | 24 février 2005                                                                        | 170    |       | Passeuse                     | Formée au club               | 2024           |
| 8                                                                                      | Méline Pierret                                                                         | 18 janvier 1999                                                                        | 174    | 63    | Passeuse                     | Sm'Aesch Pfeffingen          | 2023           |
| 14                                                                                     | Nina Scrucca                                                                           | 31 janvier 2006                                                                        | 181    |       | Attaquante                   | Formée au club               | 2023           |
| 18                                                                                     | Gloria Mutiri                                                                          | 3 août 2000                                                                            | 188    |       | Attaquante                   | USC Münster                  | 2024           |
| 6                                                                                      | Caroline Meuth                                                                         | 23 janvier 2001                                                                        | 180    |       | Réceptionneuse-attaquante    | TSV Guin                     | 2024           |
| 10                                                                                     | Sindi Mico                                                                             | 21 avril 2004                                                                          | 187    |       | Réceptionneuse-attaquante    | VA Zurich                    | 2024           |
| 16                                                                                     | Tia Scambray                                                                           | 7 janvier 1996                                                                         | 184    |       | Réceptionneuse-attaquante    | Huskies de Washington        | 2018           |
| 19                                                                                     | Amélie Lengweiler                                                                      | 24 février 2004                                                                        | 180    |       | Réceptionneuse-attaquante    | VBC Kanti Baden              | 2023           |
| -                                                                                      | Anaïs Waeber                                                                           | 10 août 2002                                                                           | 177    |       | Réceptionneuse-attaquante    | VBC Cheseaux                 | 2024           |
| 2                                                                                      | Raeven Chase                                                                           | 17 mai 2000                                                                            | 193    |       | Centrale                     | Volunteers du Tennessee      | 2024           |
| 12                                                                                     | Fabiana Branca                                                                         | 21 octobre 2000                                                                        | 180    |       | Centrale                     | Volley Lugano                | 2023           |
| 15                                                                                     | Alix De Micheli                                                                        | 9 octobre 2001                                                                         | 182    |       | Centrale                     | Formée au club               | 2020           |
| 1                                                                                      | Caroline Delley                                                                        | 21 juillet 2005                                                                        | 169    |       | Libero                       | Formée au club               | 2023           |
| 7                                                                                      | Fabiana Mottis                                                                         | 9 août 2003                                                                            | 165    |       | Libero                       | Volley Lugano                | 2021           |
|                                                                                        |                                                                                        |                                                                                        |        |       |                              |                              |                |
| Encadrement technique                                                                  | Encadrement technique                                                                  |                                                                                        |        |       | Légende                      | Légende                      |                |
| Entraîneur : Lauren Bertolacci                                                         | Entraîneur : Lauren Bertolacci                                                         | Entraîneur : Lauren Bertolacci                                                         |        |       | : Capitaine                  | : Capitaine                  |                |
| Entraîneur(s) adjoint(s) : Haley Brightwell Entraîneur(s) adjoint(s) : Matteo Marongiu | Entraîneur(s) adjoint(s) : Haley Brightwell Entraîneur(s) adjoint(s) : Matteo Marongiu | Entraîneur(s) adjoint(s) : Haley Brightwell Entraîneur(s) adjoint(s) : Matteo Marongiu |        |       | : Joueur blessé actuellement | : Joueur blessé actuellement |                |

## Historique des logos

Logo du Sagres NUC.
Logo du NUC Volleyball.